# 迈克尔·亚伯拉什
迈克尔·亚伯拉什（英語：Michael Abrash）是一位專注於最佳化的軟體技術作家與80x86組合語言程式設計師，他同時也是计算机图形学界的泰斗，曾在微软公司工作。他曾协助id公司的约翰·卡马克研制雷神之锤游戏引擎。2014年離開Valve前往Oculus，成為其首席科學長，負責VR技術的相關研究。

## 外部連結
- Michael Abrash's developer profile在MobyGames上的資料